# Кекоран (село)
Кекора́н (рос. Кекоран) — село в Якшур-Бодьїнському районі Удмуртії, Росія.
Населення — 248 осіб (2010; 249 в 2002).
Національний склад (2002):
- удмурти — 76 %

## Історія
Село було засновано 1715 року. 1848 року закінчилось будівництво кам'яної церкви, яка 8 травня була освячена в ім'я Різдва Христового. Кошти на будівництво були виділені єлабузьким купцем І гільдії Федором Черновим. В період 1937-1947 років церква була закрита, а з 1947 року діяла як Троїцька. У 1864–1866 роках в селі була відкрита земська початкова школа, у 1901–1913 роках — фельдшерсько-акушерський пункт (першим фельдшером був Чибілєв або Цибілєв Йосип Ісакович). 1919 року в селі була відкрита перша радянська школа.

## Урбаноніми[4]
- вулиці — Берестова, Зарічна, Кедрова, Лісова, Молодіжна, Нова, Пушиной, Радянська
- провулки — Яровий